# Dianbobo Baldé
Dianbobo Baldé (ur. 5 października 1975 w Marsylii) – gwinejski piłkarz występujący na pozycji obrońcy.

## Kariera klubowa
Baldé urodził się we Francji w rodzinie pochodzenia gwinejskiego. Seniorską karierę rozpoczynał w 1995 roku w rezerwach Olympique Marsylia. W sezonie 1997/1998 był stamtąd wypożyczony do FC Mulhouse, a w następnym do AS Cannes. W 1999 roku odszedł do zespołu Toulouse FC z Division 2. W 2000 roku awansował z nim do Division 1. W tych rozgrywkach zadebiutował 5 sierpnia 2000 roku w zremisowanym 1:1 pojedynku z Troyes AC. 12 maja 2001 roku w wygranym 2:1 spotkaniu z FC Metz strzelił pierwszego gola w Division 1. W Toulouse spędził 2 lata.
W 2001 roku Baldé podpisał kontrakt ze szkockim Celtikiem. W Scottish Premier League pierwszy mecz zaliczył 8 września 2001 roku przeciwko Dunfermline (3:1). 20 października 2001 roku w wygranym 5:1 pojedynku z Dundee United zdobył natomiast pierwszą bramkę w Scottish Premier League. W Celtiku występował przez 8 lat. W tym czasie zdobył z nim 5 mistrzostw Szkocji (2002, 2004, 2006, 2007, 2008), 3 Puchary Szkocji (2004, 2005, 2007) oraz 2 Puchary Ligi Szkockiej (2006, 2009).
W 2009 roku Baldé wrócił do Francji, gdzie został graczem klubu Valenciennes FC z Ligue 1. W jego barwach zadebiutował 24 października 2009 roku w wygranym 2:0 spotkaniu z AS Saint-Étienne. W Valenciennes spędził 1,5 roku.
W styczniu 2011 roku odszedł do ekipy AC Arles-Avignon, również grającej w Ligue 1. Pierwszy ligowy mecz zaliczył tam 29 stycznia 2011 roku przeciwko Paris Saint-Germain (1:2).
| Sezon   | Klub               | Kraj    | Rozgrywki      | Mecze | Bramki | Rozgrywki Europy                    | Mecze | Bramki |
| ------- | ------------------ | ------- | -------------- | ----- | ------ | ----------------------------------- | ----- | ------ |
| 1997/98 | FC Mulhouse (wyp.) | Francja | Division 2     | 33    | 1      | -                                   | -     | -      |
| 1998/99 | AS Cannes (wyp.)   | Francja | Division 2     | 29    | 4      | -                                   | -     | -      |
| 1999/00 | Toulouse FC        | Francja | Division 2     | 28    | 0      | -                                   | -     | -      |
| 2000/01 | Toulouse FC        | Francja | Division 1     | 24    | 1      | -                                   | -     | -      |
| 2001/02 | Celtic F.C.        | Szkocja | Premier League | 22    | 2      | Liga Mistrzów UEFA Liga Europy UEFA | 5 3   | 0 0    |
| 2002/03 | Celtic F.C.        | Szkocja | Premier League | 36    | 2      | Liga Europy UEFA                    | 14    | 0      |
| 2003/04 | Celtic F.C.        | Szkocja | Premier League | 31    | 2      | Liga Mistrzów UEFA                  | 14    | 0      |
| 2004/05 | Celtic F.C.        | Szkocja | Premier League | 34    | 2      | Liga Mistrzów UEFA                  | 5     | 0      |
| 2005/06 | Celtic F.C.        | Szkocja | Premier League | 28    | 1      | Liga Europy UEFA                    | 2     | 0      |
| 2006/07 | Celtic F.C.        | Szkocja | Premier League | 5     | 0      | Liga Mistrzów UEFA                  | 2     | 0      |
| 2007/08 | Celtic F.C.        | Szkocja | Premier League | 4     | 0      | -                                   | -     | -      |
| 2008/09 | Celtic F.C.        | Szkocja | Premier League | 0     | 0      | -                                   | -     | -      |
| 2009/10 | Valenciennes FC    | Francja | Ligue 1        | 10    | 1      | -                                   | -     | -      |
| 2010/11 | Valenciennes FC    | Francja | Ligue 1        | 15    | 0      | -                                   | -     | -      |
| 2010/11 | AC Arles-Avignon   | Francja | Ligue 1        | 13    | 0      | -                                   | -     | -      |
| 2011/12 | AC Arles-Avignon   | Francja | Ligue 2        | 27    | 0      | -                                   | -     | -      |

## Kariera reprezentacyjna
W reprezentacji Gwinei Baldé zadebiutował 8 września 2002 roku w wygranym 3:0 meczu eliminacji Pucharu Narodów Afryki 2004 z Liberią. W 2004 roku został powołany do kadry na ten Złoty Puchar Narodów Afryki. Zagrał na nim w pojedynkach z Demokratyczną Republiką Konga (2:1), Rwandą (1:1), Tunezją (1:1) oraz Mali (1:2). Tamten turniej Gwinea zakończyła na ćwierćfinale.
W 2006 roku ponownie wziął udział w Pucharze Narodów Afryki. Wystąpił na nim w 3 meczach: z RPA (2:0), Zambią (2:1) i Senegalu (2:3). Z tamtego turnieju Gwinea ponownie odpadła w ćwierćfinale.
W 2008 roku Baldé po raz trzeci znalazł się w drużynie na Puchar Narodów Afryki. Zagrał na nim w spotkaniach z Ghaną (1:2), Marokiem (3:2) oraz Namibią (1:1), a Gwinea po raz kolejny turniej zakończyła na ćwierćfinale.